# HD 170642
HD 170642，又名CD-3912696，SAO 210277、HR 6942，是一颗恒星，视星等为5.16，位于銀經354.99，銀緯-13.55，其B1900.0坐标为赤經18h 25m 23.4s，赤緯-39° -13.55′ 22″。